# Île Ouernel
L’île Ouernel est un îlot de Nouvelle-Calédonie appartenant administrativement à Boulouparis.